# Bahnhof Rosmalen
Der Bahnhof Rosmalen ist der Bahnhof der niederländischen Ortschaft Rosmalen, welche ein Stadtteil der Stadt ’s-Hertogenbosch ist. Der Bahnhof ist einer von drei Bahnstationen in ’s-Hertogenbosch. Er ist nach dem Bahnhof ’s-Hertogenbosch im Zentrum, mit 2142 Reisenden (2024) täglich, vor dem Bahnhof ’s-Hertogenbosch Oost, der am zweitmeisten frequentierte Bahnhof der Stadt.

## Geschichte
Der Bahnhof wurde am 4. Juni 1881 mit der Bahnstrecke Tilburg–Nijmegen eröffnet. 1938 wurde der Bahnhof offiziell geschlossen, die Bahnsteige wurden jedoch noch bis 1972 von Güterzügen, zum Be- und Entladen, genutzt. Am 31. Mai 1981 wurde der heutige Bahnhof 700 m östlich des alten Bahnhofs geöffnet. Seitdem verkehrt am Bahnhof ausschließlich halbstündlich ein Regionalzug. Das alte Bahnhofsgebäude ist noch erhalten und aus dem Zug sichtbar. Der Bahnhof wird von drei Buslinien angefahren, die unter anderem nach Veghel fahren.

## Streckenverbindungen
Im Jahresfahrplan 2022 halten folgende Linien am Bahnhof Rosmalen:
| Zugtyp   | Linienverlauf                                                                            | Frequenz |
| -------- | ---------------------------------------------------------------------------------------- | --- |
| Sprinter | (Oss –) Rosmalen – ’s-Hertogenbosch – Boxtel – Eindhoven Centraal – Helmond – Deurne     | halbstündlich (fährt nur in der HVZ zwischen Oss und ’s-Hertogenbosch)                                           |
| Sprinter | Dordrecht – Breda – Tilburg – ’s-Hertogenbosch – Rosmalen – Nijmegen (– Arnhem Centraal) | halbstündlich (fährt abends nicht nach Arnhem; sonntags stündlich zwischen ’s-Hertogenbosch und Arnhem Centraal) |